# لا سریرا
لا سریرا (به اسپانیایی: La Cerollera) یک شهرستان در اسپانیا است که در استان تروئل واقع شده‌است.

## خصوصیات
لا سریرا ۳۳ کیلومترمربع مساحت و ۱۲۲ نفر جمعیت دارد.